# Josh Simons
Josh Simons (né le 24 juillet 1993) est un homme politique du parti travailliste britannique qui siège comme député de Makerfield depuis 2024.

## Jeunesse et éducation
Josh Simons est né le 24 juillet 1993, d'un père juif de Bury, dans le Grand Manchester.
Il fait ses études à la Perse School de Cambridge.
Simons est étudiant au St John's College de Cambridge, où il étudie pour obtenir un baccalauréat en sciences sociales et politiques. Encadré par Helen Thompson, il est major de sa promotion en 2015 avec une double mention. Il est rédacteur en chef des journaux étudiants "Varsity" et "The Tabe".

## Carrière
Simons travaille à l'Université de Cambridge en tant qu'assistant de recherche d'Amartya Sen de 2014 à 2015, date à laquelle il rejoint l'Institut de recherche sur les politiques publiques.
Il devient conseiller politique du chef de l'opposition en 2015, après l'élection de Jeremy Corbyn à la tête du parti travailliste. Simons quitte le bureau du leader pour rejoindre le parti travailliste de Londres en 2016 et retourne à Cambridge en tant qu'assistant de recherche d'Helen Thompson plus tard dans l'année.
Simons invoque « l'échec persistant » dans la lutte contre l'antisémitisme pour justifier sa démission du bureau de Corbyn,. Il contribue ensuite à l'enquête de la Commission pour l'égalité et les droits de l'homme sur l'antisémitisme au sein du parti travailliste.
Simons étudie pour un doctorat en gouvernement, théorie politique et sciences politiques à l'Université Harvard de 2016 à 2021. Son doctorat est supervisé par des universitaires tels que Michael Sandel et Richard Tuck, et adapté dans son livre Algorithms for the People: Democracy in the Age of AI . Simons poursuit ses études à Harvard en tant que chercheur postdoctoral.
Il est chercheur scientifique invité chez Facebook de 2018 à 2022, développant la stratégie éthique de l'entreprise en matière d'intelligence artificielle. Il cofonde le Civic Power Fund en 2019, qui collecte des fonds pour accorder des subventions aux organisations communautaires.
Simons est membre du Bennett Institute for Public Policy, de l'Institute for the Future of Work et de New America. Il est également administrateur de la New Economics Foundation et d’Engage Britain, et gouverneur de la NHS Northern Care Alliance.
Simons se présente comme candidat travailliste et coopératif aux élections du conseil municipal de Bury en 2021, terminant deuxième derrière le candidat conservateur dans le quartier de Church ward.
Simons est directeur du groupe de réflexion Labour Together de 2022 jusqu'à son élection parlementaire en 2024.
Simons est élu député de Makerfield aux élections générales de 2024. Il est choisi par le Comité exécutif national du Parti travailliste plusieurs semaines avant les élections, après qu'Yvonne Fovargue ait annoncé qu'elle ne se représente pas aux élections.
Simons est un membre fondateur du Labour Growth Group.